# Mareanopil, Novomîrhorod
Mareanopil (în ucraineană Мар`янопіль) este un sat în comuna Purpurivka din raionul Novomîrhorod, regiunea Kirovohrad, Ucraina.

## Demografie
Componența lingvistică a localității Mareanopil
     Ucraineană (98,82%)
     Rusă (1,18%)
Conform recensământului din 2001, majoritatea populației localității Mareanopil era vorbitoare de ucraineană (98,82%), existând în minoritate și vorbitori de rusă (1,18%).